# Fudbalski klub Tuzla City
Il Fudbalski klub Tuzla City, conosciuto semplicemente come Tuzla City, è una squadra di calcio di Simin Han, un villaggio nel comune di Tuzla nella Federacija (Bosnia ed Erzegovina). Fino al 2018 si chiamava Fudbalski klub Sloga Simin Han (conosciuto come Sloga (SH)).

## Storia
Viene fondato nel 1955 come FK Sloga da Rajko Vasić e fino al 2014 milita nei campionati della Nogometni savez Tuzlanskog kantona (federazione calcistica del Cantone di Tuzla).
La svolta avviene nell'estate 2012 con l'arrivo del tuttofare Azmir Husić. Nelle stagioni 2014-15 e 2015-16 vince due campionati di fila nel girone nord della Druga liga FBiH, la terza divisione. Nella prima occasione non ottiene la licenza per la categoria superiore, mentre nella seconda riesce a compiere il salto dopo aver battuto il Krajina Cazin nei play-off (sconfitta 1-3 all'andata, vittoria 4-0 a tavolino al ritorno).
Nel 2018 raggiunge il suo più grande trionfo con la conquista della massima divisione, cambia il nome in FK Tuzla City e si trasferisce allo stadio municipale di Tušanj.

## Cronistoria
| Stagione | Campionato             | Campionato | Campionato | Campionato                           | Coppa di Bosnia |
| Stagione | Categoria              | Liv.       | Posizione  | Verdetti                             | Coppa di Bosnia |
| -------- | ---------------------- | ---------- | ---------- | ------------------------------------ | --------------- |
| 2012–13  | Druga liga TK - Sud    | V          | 1º         | Promosso in 1.liga TK                | n.q.            |
| 2013–14  | Prva liga TK           | IV         | 1º         | Promosso in 2.liga                   | n.q.            |
| 2014–15  | Druga liga FBiH - Nord | III        | 1º su 16   | Non ottiene la licenza per la 1.liga | n.q.            |
| 2015–16  | Druga liga FBiH - Nord | III        | 1º su 16   | Promosso in 1.liga                   | n.q.            |
| 2016–17  | Prva liga FBiH         | II         | 3º su 16   |                                      | n.q.            |
| 2017–18  | Prva liga FBiH         | II         | 1º su 16   | Promosso in Premijer liga            | Quarti          |
| 2018–19  | Premijer liga BiH      | I          |            |                                      | Sedicesimi      |

## Colori e simboli

### Simboli ufficiali

#### Stemma
Con il cambio di denominazione del 2018 è stato modificato anche lo stemma, nel quale è stato inserito il Cvijat Srebrenice (fiore di Srebrenica) che simboleggia il famoso genocidio.

## Strutture

### Stadio
Fino al 2018 lo Sloga disputava le partite interne allo Stadion Bare, un piccolo stadio da 1000 posti, non a norma con i requisiti della Premijer liga BiH. Con il raggiungimento della massima divisione si è spostato al Gradski stadion Tušanj di Tuzla, casa dello Sloboda, impianto con una capacità di 8444 posti.

## Palmarès

### Competizioni nazionali
- Prva liga Federacije Bosne i Hercegovine: 1

2017-2018
- Druga Liga Federacije Bosne i Hercegovine: 2

2014-2015, 2015-2016

### Altri piazzamenti
- Campionato bosniaco:

Secondo posto: 2021-2022
- Coppa di Bosnia:

Semifinalista: 2020-2021, 2021-2022, 2022-2023
- Prva liga Federacije Bosne i Hercegovine:

Terzo posto: 2016-2017